# 아이다호 스탬피드
아이다호 스탬피드(영어: Idaho Stampede)는 미국 아이다호주 보이시를 연고지로 하는 2006년부터 2016년까지 NBA G 리그 서부 콘퍼런스 웨스턴 디비전 소속 프로 농구 팀이면, 2006년 CBA에서 넘어온 3팀 가운데 한 팀 (수폴스 스카이포스, 아이다호 스탬피드, 다코타 위저즈)이다.
2016년 연고지를 유타주 솔트레이크시티 (솔트레이크시티 스타스)로 이전했다.

## 역대 NBA 제휴팀
| NBA 팀                    | 제휴기간                                  |
| ------------------------- | ----------------------------------------- |
| 아이다호 스탬피드         |                                           |
| 시애틀 슈퍼소닉스         | 2006년~2008년                             |
| 덴버 너기츠               | 2009년~2012년                             |
| 유타 재즈                 | 2006년~2007년 2011년~2012년 2014년~2016년 |
| 토론토 랩터스             | 2008년~2009년                             |
| 포틀랜드 트레일블레이저스 | 2007년~2014년                             |

## 역대 홈경기장
| 경기장             | 사용기간      | 장소              | 수용인원 | 비고                         |
| ------------------ | ------------- | ----------------- | -------- | ---------------------------- |
| 아이다호 스탬피드  |               |                   |          |                              |
| 포드 아이다호 센터 | 1997년~2005년 | 아이다호주 남파   | 13,067명 | 빈칸                         |
| 타코벨 아레나      | 1997년~2005년 | 아이다호주 보이시 | 14,800명 | BSU 파빌리온 (1982년~2004년) |
| 센추리링크 아레나  | 2005년~2016년 | 아이다호주 보이시 | 5,732명  | 빈칸                         |

## 참조
1. ↑  시즌의 뒷 해로 표기. 2006-2007 시즌의 경우 2007로 표기.